# Claude Carignan
Hon. Claude Carignan, PC (* 4. Dezember 1964 in Champlain, Québec) ist ein kanadischer Jurist, Hochschullehrer und Politiker der Konservativen Partei Kanadas, der unter anderem seit 2009 Mitglied des Senats von Kanada für die Provinz Québec ist.

## Leben
Claude Carignan absolvierte nach dem Schulbesuch ein Studium der Rechtswissenschaften an der Université de Sherbrooke sowie ein postgraduales Studium der Fachrichtung Öffentliches Recht an der Universität Montreal. Nach seiner anwaltlichen Zulassung in der Provinz Québec nahm er 1988 eine Tätigkeit als Rechtsanwalt auf und spezialisierte sich in den folgenden Jahren auf die Rechtsbereiche Zivilprozessrecht, öffentliches Recht, Industrielle Beziehungen sowie Gesundheits- und Sozialrecht. Während seiner Tätigkeit als Anwalt lehrte er auch öffentliches Recht und Arbeitsrecht an der juristischen Fakultät der Universität Montreal und an der Université du Québec à Montréal (UQAM). Er unterrichtete auch an der École nationale d’administration publique (ENAP). Am 6. Januar 1994 gehörte er zu den Mitgründern der Action démocratique du Québec (ADQ), deren aktiver Unterstützer er bis 2003 blieb.
Im November 2000 wurde Carignan zum Bürgermeister von Saint-Eustache gewählt und widmete sich in seiner bis September 2009 dauernden Amtszeit der sozialen, wirtschaftlichen und ökologischen Entwicklung der Stadt. Während dieser Zeit gründete er die Fondation Élite Saint-Eustache, die talentierte junge Sportler, Künstler und andere in dieser Gemeinde unterstützt. Er war auch in den wichtigsten Entscheidungsgremien auf lokaler, regionaler und provinzieller Ebene tätig wie zum Beispiel in mehreren Ausschüssen und Kommissionen der Metropolregion Montreal. Er war unter anderem stellvertretender Vorsitzender des Rates der Regionalen Grafschaftsgemeinde Deux-Montagnes sowie zwischen 2005 und 2009 Vizepräsident des Conseil inter-municipal de transport des Laurentides und der Association des Conseils intermunicipal de transport du Québec, zwei Gremien zur interkommunalen Zusammenarbeit im Bereich Öffentlicher Personennahverkehr in der Provinz Québec. Ferner war er Vorsitzender der Kommission für Justiz und öffentliche Sicherheit der Union der Gemeinden von Quebec (Union des municipalités du Québec) und wurde dann Zweiter Vizepräsident dieser Organisation. Anschließend wurde er 2008 zum Präsidenten des Conseil sur les Services Politiques du Québec ernannt, einem Beratungsgremium, das gegründet wurde, um den Minister für öffentliche Sicherheit von Québec in allen polizeilichen Angelegenheiten zu beraten. Darüber hinaus fungierte er zwischen 2007 und 2009 als Präsident des Centre for Expertise and Research on Infrastructures in Urban Areas, einer gemeinnützigen Organisation effizienten Sanierung kommunaler Infrastruktur zu akzeptablen Kosten.
Am 27. August 2009 wurde Claude Carignan auf Vorschlag des Premierministers von Kanada Stephen Harper zum Mitglied des Senats von Kanada ernannt und vertritt dort seither die Division Mille Isles in der Provinz Québec. Im Senat gehört er durchgängig der Fraktion der Konservativen Partei Kanadas an und war Mitglied verschiedener Ständiger Ausschüsse sowie Sonderausschüsse. Ferner war er zwischen dem 25. Mai 2011 und dem 29. August 2013 zunächst stellvertretender Führer der Regierung sowie im Anschluss vom 30. August 2013 bis zum 3. November 2015 Führer der Regierung im Senat und damit ranghöchster Vertreter des 28. kanadischen Kabinetts von Premierminister Harper im Senat. Nach der Niederlage der Konservativen Partei bei der Unterhauswahl am 19. Oktober 2015 fungierte er schließlich zwischen 4. November 2015 und dem 31. März 2017 als Oppositionsführer im Senat. In der aktuellen 2021 begonnenen 44. Legislaturperiode ist er derzeit stellvertretender Vorsitzender der Ständigen Senatsausschüsse für Regeln, Verfahren und Rechte des Parlaments und für Binnenwirtschaft, Haushalt und Verwaltung sowie des Weiteren stellvertretender Vorsitzender des Gemeinsamen Sonderausschusses zur Erklärung von Notständen.
2010 wechselte Claude Carignan als Anwalt zu „Dufresne Hébert Comeau Avocats“, während er gleichzeitig Senator war. 2017 wurde er zum Senior Vice President und Head Corporate Affairs bei Réseau Sélection ernannt, einem führenden Unternehmen in Kanada unter den privaten Akteuren im Bereich Altersvorsorgeanlagen.

## Veröffentlichung
- Loi annotée sur les décrets de convention collective, 1990